# إسكندر عزيز
اسكندر عزيز قولنج (11 يناير 1937 -) ممثل السوري ولد في القامشلي.

## حياته
بدأ نشاطه الفني في سن مبكرة عندما كان يبلغ 10 سنوات، عمل في التأليف والتمثيل والإخراج في أحد أحياء القامشلي مع مجموعة من أصدقائه وأسسوا مسرحًا يشبه المسرح الجوال، أنتقل عام 1950 إلى مرحلة جديدة استمرت إلى تاريخ 1959 إذ عمل مع سليم حانا وحمدي إبراهيم في دمشق تبعتها المرحلة الثالثة في المركز الثقافي في القامشلي وأخرج 8 أعمال عالمية. في عام 1964 أصبح عضواً في المسرح القومي بدمشق ومثل 50 عمل مسرحي. أنضم إلى نقابة الفنانين عام 1968.
يملك الفنان اسكندر عزيز أرشيف ضخم من الأعمال التلفزيونية والإذاعية وأدى مؤخراً دور البطولة لفيلم دربو دحوبو (طريق الحب) في ألمانيا وتركيا من إنتاج شركة دربو ميديا بروديكشن الألمانية.

## أعماله

### الأعمال المسرحية (تمثيل)
- البيت الصاخب إخراج سليم صبري.
- طرطوف إخراج الدكتور رفيق الصبان.
- ترويض الشرسة إخراج يوسف حرب.
- الملك لير إخراج علي عقلة عرسان.
- الملك هو الملك إخراج اسعد فضة.
- زيارة السيدة العجوز إخراج علي عقلة عرسان.
- حمام شمس النهار إخراج حسين إدلبي

### الأعمال المسرحية (إخراج وتأليف) ً
- حكاية حب وخيانة.
- سرقة البيضة.
- الحاجز.
- مخيم الكشاف.
- عنترة.
- الاسياد المزيفون.
- حفلة زواج.
- البؤساء (تأليف فيكتور هيجو).

### الأعمال السينمائية
- بطولة أول فيلم باللغة السريانية من إنتاج الشركة الألمانية DMP بعنوان درب الحب.
- مطلوب رجل واحد بلهجة ماردلية السورية.
- الترحال.
- ناجي العلي.

### الأعمال التلفزية
- البركان.
- فارس بلا جواد.
- المحكوم.
- الشوكة السوداء.
- عصام ورشا
- ذي قار.
- بيت العز.
- قطار المسفات القصيرة.
- مسلسل الطارق وهو مشترك مع مصر.
- فلم الميلاد.
- الشمعة والدبوس.
- سحر الشرق.
- مسلسل ومضات من تاريخنا.
- صقر قريش.
- الحوت.
- بقعة ضوء 9
- باب الحارة 9
- فرقة ناجي عطالله
- اخو سعدى بدور دحيبر

### الأعمال الإذاعية
- تمثيليات أسبوعية للفلاحين.
- تمثيليات أسبوعية للعمال.
- تمثيليات أسبوعية للأطفال.
- دراما القرن العشرين.
- شخصيات تاريخية.
- تمثيلية الأسبوع.
- ظواهر مدهشة.
- حكم العدالة.
- مسلسل ياييعيش إنتصرنا.

### أعمال الدوبلاج
- مسلسل ستالين ومجموعة أخرى من المسلسلات الدرامية لصالح التلفزيون السوري بدمشق فقام بلاشتراك بالدوبلاج لعدد من المسلسلات التلفزيونية.